# 洪秉箕
洪 秉箕（ホン・ビョンギ、朝鮮語: 홍병기、1869年11月5日 - 1949年1月26日）は、大韓民国の独立運動家。
本貫は南陽洪氏。天道教から受けた道号は仁菴（イナム、인암）。

## 生涯
1869年11月5日、李氏朝鮮で京畿道驪州郡金沙面梨浦里（現: 大韓民国京畿道驪州市）出身で、ホン・インニョンとハン・イクファとの一人息子として生まれた。1887年、19歳で武科に及第し、３年間世子翊衛司において朝鮮軍の下級武官として活動した。1892年に東学に入信し、1894年には孫秉煕のもと甲午農民戦争に参加した。 その後、朴寅浩とともに渡日し、亡命していた孫秉煕から「進歩会を創設し、髪を切らせるように」という指示を受け、甲辰開化運動にも参加した。 1919年、孫秉煕が主導した三・一運動に民族代表33人の中で天道教側代表として参加し逮捕され懲役2年の刑を言い渡され、西大門監獄に服役した。孫秉熙の死後、天道教には崔麟の新派とこれに対抗する旧派の他に若手派を中心に反日抗争を企てる派閥が生まれ、1922年に京城府で高麗革命委員会が結成されたが、洪秉箕は同委員会の委員長を務め、中華民国満州地方に亡命した。 ここで天道教連合会という共同体を設立し、絶対的平等と個人の修養を目指して共同耕作を営んだ。 1924年4月5日には、天道教最高非常革命委員会を再組織した。1926年、吉林で崔東曦、金鳳国ら天道教革新派が正義府と連合して梁起鐸を委員長とする高麗革命党を結成した際に顧問として参加し検挙され、再び懲役2年の刑を受けて服役した。植民地支配からの解放以降、三・一同志会の顧問として活動した。金九などの臨時政府の要人たちが重慶で帰国すると、彼は三・一同志会の一員として独立銃声宣誓式を行い、臨時政府系列の人士が参加した韓国独立党を支持した。

### 死去
1949年1月26日、ソウル特別市でトラックにひかれ79歳で死去した。

## 死後
大韓民国政府は彼の貢献を称え、1962年に建国勲章大統領章を追叙した。